# Sophie Dedekam
Sophie Dedekam (Arendal 1 april 1820 – Ottestad, 1 juni 1894) was een Noors componiste.
Ze werd geboren binnen het gezin van de rijke koopman Morten Smith Dedekam (1793-1861) en Margarethe Sophie Ebbell (1802-1854). Morten Smith Dedekam was een van de eerste burgemeesters van Arendal (1837-1861); hij was tevens oprichter van het plaatselijke museum.
Ze was autodidact en schreef in de romantische traditie, gericht op een onafhankelijker denken (van Denemarken dan wel Zweden). Een collega-componiste Mon Schjelderup hielp haar soms. In 1996 verscheen een biografie over haar getiteld En borgerlig Norsk komponistinde i et nasjonalromantisk miljø.
In 1845 bevond Sophie Dedekam zich in Parijs getuige haar Dagbok og brev fra en reise til Paris i 1845, dat gepubliceerd werd.
Een aantal composities werd uitgegeven door een uitgeverij van een collegacomponist Theodora Cormontan.
Liederen:
- Naar solen ganger til hvile, op tekst van Valdemar Adolph Thisted
- To drosler sad paa bøgekvist op tekst van Christian Winther
- Mit hjerte er en himmel graa op tekst van Hans Christian Andersen
- Tre romanser (Den sildige rose, Svundne dage en Aftensang)
- Hvor deilig de er å natte op een melodie van Dedeka;m tekst van Kirsten Aagaard Hansen
- Hur ljuvligt det är att möta (opgenomen in Den svenska psalmboken 1986)
- 6 sange (waarin ook een aantal bovenstaande)
  - I skogen smaahutten (Bjørnsterne Bjørnson)
  - Naar solen ganger hvile (Valdemar Adolph Thisted)
  - De to Drosler (Christian Winter)
  - Taaren (Hans Christian Andersen)
  - Ungbirken (Jørgen Møe)
  - Hvad jeg elsker (Hans Christian Andersen)
    - Uitgave Edition Wilhelm Hansen (nr 3734)

- Bibsys: 90933591
- International Standard Name Identifier: 0000 0000 3257 1909
- KulturNav: 6815f85f-c138-44cd-b76f-428b4370895d
- Library of Congress Control Number: n2001156371
- Virtual International Authority File: 11661664
- WorldCat: E39PBJbCMbM9BrQGQX3hp6TWDq